# Железна Гора
46°29′ пн. ш. 16°18′ сх. д. / 46.48° пн. ш. 16.30° сх. д.
Железна Гора (хорв. Železna Gora) — населений пункт у Хорватії, у Меджимурській жупанії у складі громади Штригова.

## Населення
Населення за даними перепису 2011 року становило 465 осіб.
Динаміка чисельності населення поселення:

## Клімат
Середня річна температура становить 9,83 °C, середня максимальна – 23,54 °C, а середня мінімальна – -6,18 °C. Середня річна кількість опадів – 843 мм.
| Клімат поселення                              | Клімат поселення | Клімат поселення | Клімат поселення | Клімат поселення | Клімат поселення | Клімат поселення | Клімат поселення | Клімат поселення | Клімат поселення | Клімат поселення | Клімат поселення | Клімат поселення | Клімат поселення |
| Показник                                      | Січ.             | Лют.             | Бер.             | Квіт.            | Трав.            | Черв.            | Лип.             | Серп.            | Вер.             | Жовт.            | Лист.            | Груд.            |                  |
| Середній максимум, °C                         | 4,99             | 6,94             | 11,31            | 15,57            | 20,50            | 23,54            | 23,51            | 23,00            | 19,00            | 13,80            | 8,26             | 4,22             |                  |
| Середня температура, °C                       | −0,6             | 1,34             | 5,73             | 9,98             | 14,90            | 17,95            | 19,66            | 19,16            | 15,16            | 9,94             | 4,39             | 0,36             |                  |
| Середній мінімум, °C                          | −6,18            | −4,24            | 0,14             | 4,39             | 9,32             | 12,36            | 15,81            | 15,31            | 11,30            | 6,09             | 0,55             | −3,48            |                  |
| Норма опадів, мм                              | 38               | 43               | 56               | 65               | 74               | 95               | 96               | 88               | 81               | 74               | 76               | 57               |                  |
| Середньомісячна швидкість вітру, м/с          | 1.90             | 2.11             | 2.50             | 2.58             | 2.40             | 2.10             | 2.09             | 1.85             | 1.88             | 1.89             | 1.99             | 2.00             |                  |
| Середньомісячна сонячна радіація, кДж/м²·день | 4024             | 6742             | 10532            | 14900            | 18927            | 20797            | 21157            | 18468            | 13677            | 8590             | 4461             | 3257             |                  |
| --------------------------------------------- | ---------------- | ---------------- | ---------------- | ---------------- | ---------------- | ---------------- | ---------------- | ---------------- | ---------------- | ---------------- | ---------------- | ---------------- | ---------------- |
| Джерело:                                      |                  |                  |                  |                  |                  |                  |                  |                  |                  |                  |                  |                  |                  |